# Velika Plava Rupa
Velika Plava Rupa (eng. Great Blue Hole) je velika podvodna rupa na obali Belizea. Mali atol, u sklopu Koraljnog grebena Belizea, je udaljen 100 km (62 mi) od kopna i grada Belize City. Rupa je kružnog oblika promjera preko 300 metara (984 ft) i preko 125 metara (410 ft) duboka.  Formirana je kao vapnenački špiljski sustav u posljednjem glacijalnom razdoblju kada je razina mora bila znatno niža. Kada se razina oceana počela povećavati, špilja je potopljena, a krov se urušio. 